# Gäddeholm
Ej att förväxla med Tureholms slott som tidigare kallades "Gäddeholm".
Gäddeholm eller Geddeholm är en herrgård i Irsta socken i Siende härad, cirka 10 kilometer sydöst om Västerås centrum. Gården ligger vid Västeråsfjärden. Nuvarande huvudbyggnad härstammar från 1600-talet.
Egendomen har tillhört släkterna Sture, Bielke, Posse, Fägerstjerna med flera. Den såldes 1740 till hovrättspresidenten friherre Carl Cronstedt. 1746 gjorde han Gäddeholm respektive Aggarön i Kärrbo socken till två fideikommiss för sina söner. 1780 förenades de båda fideikommissen till ett. När Carl Cronstedts dotter Ottiliana Cronstedt 1835 gifte sig med Gustaf "Gösta" Lewenhaupt övergick fideikommisset till släkten Lewenhaupt.
1996 avled kabinettkammarherre Gösta Lewenhaupt, som var den siste fideikommissarien. Sonen Carl Adam Lewenhaupt sålde 1997 godset till Sten Unnerstedt. Egendomen ägs sedan 2003 av Västerås stad medan jordbruket är utarrenderat och bedrivs i privat regi.
Västerås kommun inrättade 2008 Gäddeholm som ett kulturreservat. Under 2009 inleddes byggandet av ett nytt villaområde vid Herrgårdsängen en knapp kilometer sydost om gården.